# Gestión de tráfico
En telefonía la gestión de tráfico o gestión de red es una actividad de administración de la red telefónica cuyo objetivo es asegurar que el mayor número posible de llamadas telefónicas son conectadas a su destino.

## Principios de gestión de tráfico
- Mantener todos los circuitos ocupados con llamadas exitosas.
- Utilizar todos los circuitos disponibles.
- Dar prioridad a aquellas llamadas que para su conexión requieren el mínimo número de circuitos o enlaces cuando todos los circuitos disponibles están ocupados.
- Inhibir congestión central y evitar que se difunda.

Basado en estos principios, el departamento de gestión de red del operador telefónico desarrolla planes y estrategias para controlar y manejar el tráfico telefónico.

## Principios operacionales
- Debe existir un foco de congestión antes de que se considere una acción de control
- Resolver problemas locales antes de involucrar áreas distantes
- Usar controles expansivos antes de usar controles protectivos

## Terminología
- Intento: un intento de obtener el servicio de un recurso, por ejemplo, un intento de llamada sobre un circuito.
- Toma: un intento exitoso, esto es, una llamada llevada sobre un circuito.
- Desborde: un intento no exitoso de obtener un recurso (circuito) sobre la ruta escogida).
- Utilización
  - Ocupación: medida de la carga llevada por un servidor (circuito), expresada como porcentaje.
  - Intensidad de tráfico: medida de la carga llevada por un recurso, expresada en erlangs.
  - Tiempo: medición de la duración de una toma exitosa.
- Tiempo de expiración: medida del retraso en la obtención de un recurso.
- Llamadas rechazadas: una toma sobre un circuito entrante que es rechazada por el procesador central.
- Respuesta: señal de retorno indicando que la llamada ha sido contestada.
- Ocupado: condición de un recurso que está siendo utilizado en una toma. Se aplica normalmente en servicio al cliente.
- Congestión: estado en el cual el establecimiento de una nueva llamada no es posible debido a falta de acceso a un recurso.

la gestión de tráfico es una acción muy frecuente a as técnicas de la comunicación de la red el los códigos
- Datos: Q8963966